# Glossosoma ventrale
Glossosoma ventrale är en nattsländeart som beskrevs av Banks 1904. Glossosoma ventrale ingår i släktet Glossosoma och familjen stenhusnattsländor. Inga underarter finns listade i Catalogue of Life.